# قسم باغ صفا الريفي (مقاطعة بوانات)
قسم باغ صفا الريفي (بالفارسية: دهستان باغ صفا) هي منطقة سكنية تقع في إيران في Sarchehan District. يقدر عدد سكانها بـ 4,432 نسمة .